# 特殊恆星
特殊恆星（chemically peculiar stars），是在天文物理學上具有明顯不尋常的金屬豐度，至少在它們的表層，是異常的恆星。

## 分類
特殊恆星在高溫的主序星(氫燃燒)恆星中很常見。雖然有兩套經常使用的分類系統，但根據光譜，這些炙熱的特殊恆星被分為4大類：
- 非磁性金屬線(Am，CP1)
- 有磁性(Ap，CP2)
- 無磁性的汞-錳星(HgMn，CP3)
- 弱氦星(He-weak，CP4)

這種分類提供了一個很好的概念，說明了它們與主序帶上或附近其它恆星的區別。Am星（CP1星）顯示出微弱的單電離鈣(Ca)和/或鈧(Sc)譜線，但重金屬豐度增強。它們的轉動通常也是緩慢的，其有效溫度在7,000〜10,000K之間。Ap星（CP2星）具有强磁場、如矽（Si）、鉻（Cr）、鍶（Sr）、和銪（Eu）等元素豐度增强的特點，通常也是旋轉緩慢的天體。這些天體的有效溫度在8,000〜15,000K之間，但是計算這些特殊恆星的有效溫度會因為大氣結構而使問題變得複雜。汞-錳星（CP3星）在傳統上也歸入Ap類，但它們沒有顯示出與經典Ap星相關的強磁場。顧名思義，這些恆星顯示出單電離汞和錳豐度的增加。這些恆星的轉動，即使以CP星的標準來衡量也是非常緩慢。這些恆星的有效溫度範圍在10,000〜15,000K之間。弱氦星（CP4星）顯示出微弱的氦譜線，比約翰遜UBV系統預期的經典值為弱。矛盾的是，一類罕見的弱氦星是富含氦的恆星，溫度在18,000〜23,000K之間。

## 特殊性的原因
人們普遍認為，在這些熱的主序星中觀察到的奇特表面組成，是由於恆星形成後發生的過程，如恆星外層的擴散或磁效應引起的。這些過程導致一些元素，特別是氦、氮和氧在大氣中"沉澱"到下面的層次中，而其它元素，如錳、鍶、釔（Y）和鋯（Zr）則從內部"懸浮"到表面，從而導致到觀察到的光譜特性。假設恆星的中心和整顆恆星的主體成分有更多正常的化學豐度混合物，這些混合物反應了形成它們的氣體雲成分。  為了使這種擴散和懸浮發生，並且由此產生的層保持完整，這樣的一顆恆星其大氣必須足夠穩定，以使對流的混合不會發生。在這類恆星中普遍觀察到的異常強大磁場，是造成這種穩定性的機制。
大約有5-10%的熱主序星顯示出異常的化學特性。其中，絕大多數是具有強磁場的Ap或Bp星。無磁場或只有微弱磁性，化學特性異常的大多屬於Am或汞-錳星。只有極小百分比顯示出更強的特性，例如在玄戈（牧夫座λ）戲劇性的呈現鐵峰頂元素顯著的不足。

## sn星
另一類有時被認為化學性質異常的特殊星是sn星。這些通常是光譜類型B2至B9的熱恆星，顯示出明銳（s）的巴耳末線核心和尖銳的金屬吸收線， 以及對比下較寬（模糊的，n）的中性氦吸收線。 這些可能與其它更常見於B型恆星的化學特性相結合。
做出有人提出，不尋常的氦線是在恆星周圍一層脆弱的物質殼中產生的，但現在認定是由史塔克效應引起的。

## 其它恆星
也有一些化學性質奇特的低溫恆星（即光譜類型為G或其後接續級別的恒星），但這些恒星通常不是主序星。它們通常通過類型名稱或其他特定的標籤來標識。沒有短語進一步說明的化學性質特殊的恆星，通常是指前述高溫主序列類型之一的成員。許多溫度較低的化學性質特殊恆星是恆星內部的核融合產物與其表面物質混合的結果；其中包括大多數的碳星和S-型星。另一些則是聯星系統中質量轉移的結果；這些例仔包括鋇星和一些S-型星。